# 梅崎重治
梅崎重治（1960年—）是一名日本的電子遊戲製作人，曾长期效力于科乐美，目前是游戏开发工作室Good-Feel的會长。他的代表作包括了《大盜五右衛門》系列、著名的《魂斗罗》、《沙罗曼蛇》、《惡魔城 默示錄》以及Good-Feel工作室開發的《瓦利歐樂園Shake》、《毛线卡比》、《耀西的手工世界》和《碧姬公主 表演時刻！》等。

## 个人简历
梅崎重治出生于1960年。
1983年4月进入科乐美工作。
1998年2月担任科乐美电脑娱乐（KCE）的神户分社社长。
2005年离开科乐美，创立「株式会社Good-Feel」，并担任社长一职至2018年，現時由蛭子悦延接任，目前担任会长一职。

## 作品
| 游戏名称 | 发售日期                                                           | 游戏类型     | 发售平台               | 发行商 | 职位                 | 备注 |
| --- | ------------------------------------------------------------------ | ------------ | ---------------------- | ------ | -------------------- | ---- |
| 大盗五右卫门！ がんばれゴエモン!からくり道中 Ganbare Goemon! Karakuri Dōchū                                                         | FC：1986年7月30日（日本） MSX2：1987年2月25日（日本）              | 动作         | FC MSX2                | 科乐美 | 游戏程序             |      |
| 沙罗曼蛇 Life Force | 1987年9月25日（日本） 1988年8月（北美） 1989年11月22日（欧洲）     | 捲軸射擊     | FC/NES                 | 科乐美 | 游戏程序、游戏监督   |      |
| 魂斗罗 | 1988年2月9日（日本） 1988年2月2日（北美） 1990年12月28日（欧洲）   | 动作射击     | FC/NES                 | 科乐美 | 游戏程序、游戏监督   |      |
| 金牌冰上曲棍球 Blades of Steel | 1988年7月22日（日本） 1988年12月（北美） 1990年11月23日（欧洲）    | 體育         | FC/NES                 | 科乐美 | 游戏程序、游戏监督   |      |
| 宇宙巡航艦II：高弗的野望 | 1988年7月22日（日本） 1988年12月（北美） 1990年11月23日（欧洲）    | 體育         | FC/NES                 | 科乐美 | 游戏程序、游戏监督   |      |
| 超级魂斗罗 | 1990年2月2日（日本） 1990年4月（北美） 1992年（欧洲）              | 动作射击     | FC/NES                 | 科乐美 | 游戏程序、游戏监督   |      |
| 摩艾君 モアイくん Moai Kun | 1990年3月9日（日本）                                               | 益智         | FC                     | 科乐美 | 游戏监督             |      |
| 大盗五右卫门～救出雪姬绘卷～ がんばれゴエモン〜ゆき姫救出絵巻〜 The Legend of the Mystical Ninja                                    | 1991年6月17日（日本） 1992年6月30日（北美） 1994年（欧洲）         | 动作         | 超级任天堂/SNES        | 科乐美 | 游戏制作人、游戏程序 |      |
| 迷你乐一通 Tiny Toon Adventures: Buster Busts Loose!                                                                                | 1992年12月18日（日本） 1993年2月（北美） 1993年6月24日（欧洲）     | 平台         | 超级任天堂/SNES        | 科乐美 | 游戏制作人           |      |
| 大盗五右卫门2 がんばれゴエモン2 奇天烈将軍マッギネス Ganbare Goemon 2: Kiteretsu Shogun Magginesu                                   | 1993年12月22日（日本）                                             | 动作         | 超级任天堂             | 科乐美 | 游戏制作人、游戏策划 |      |
| 致命杀手2：西线 Lethal Enforcers II: Gun Fighters                                                                                   | 1994年11月25日（日本） 1994年11月24日（北美）                      | 光枪射击游戏 | Mega-CD                | 科乐美 | 游戏程序、游戏监督   |      |
| 實況瘋狂大射擊 実況おしゃべりパロディウス Jikkyō Oshaberi Parodius                                                                  | 1995年12月15日（日本）                                             | 卷轴射击     | 超级任天堂             | 科乐美 | 游戏制作人           |      |
| 極上瘋狂大射擊 極上パロディウス 〜過去の栄光を求めて〜 Fantastic Parodius - Pursue the Glory of the Past                            | SFC：1994年11月25日（日本） PS：1994年12月3日（日本）              | 卷轴射击     | 超级任天堂 PlayStation | 科乐美 | 游戏制作人           |      |
| 大盗五右卫门3 がんばれゴエモン3 獅子重禄兵衛のからくり卍固め Ganbare Goemon 3: Shishijūrokubē no Karakuri Manji Gatame              | 1994年12月16日（日本）                                             | 动作         | 超级任天堂             | 科乐美 | 游戏制作人、游戏程序 |      |
| 實況瘋狂大射擊 実況おしゃべりパロディウス Jikkyō Oshaberi Parodius                                                                  | 1995年12月15日（日本）                                             | 卷轴射击     | 超级任天堂             | 科乐美 | 游戏制作人           |      |
| 大盗五右卫门4 がんばれゴエモン きらきら道中〜僕がダンサーになった理由〜 Ganbare Goemon Kirakira Dōchū: Boku ga Dancer ni Natta Wake | 1995年12月22日（日本）                                             | 动作         | 超级任天堂             | 科乐美 | 游戏制作人           |      |
| 實況瘋狂大射擊 forever with me | SS：1996年12月13日（日本） PS：1996年12月20日（日本）              | 卷轴射击     | 世嘉土星 PlayStation   | 科乐美 | 游戏制作人           |      |
| 大盜五右衛門 桃山幕府 がんばれゴエモン〜ネオ桃山幕府のおどり〜 Mystical Ninja Starring Goemon                                       | 1997年8月7日（日本） 1998年4月16日（北美） 1998年4月18日（欧洲）   | 动作         | 任天堂64               | 科乐美 | 游戏制作人           |      |
| 塗鴉小子 らくがきっず Rakugakids | 1998年7月23日（日本） 1998年12月4日（欧洲）                        | 格鬥         | 任天堂64               | 科乐美 | 游戏制作人           |      |
| 惡魔城 默示錄 悪魔城ドラキュラ黙示録 Castlevania (Nintendo_64)                                                                      | 1999年3月11日（日本） 1998年12月31日（北美） 1999年5月14日（欧洲） | 动作冒险     | 任天堂64               | 科乐美 | 执行制作人           |      |